# 约瑟夫·道尔顿·胡克
约瑟夫·道尔顿·胡克爵士，OM，GCSI，CB，MD，FRS（英語：Sir Joseph Dalton Hooker，1817年6月30日—1911年12月10日），英国植物学家。

## 生平
胡克出生于萨福克郡的哈尔沃斯镇，他的父亲威廉·杰克逊·胡克也是著名的植物学家，从7岁时他就经常到格拉斯哥大学听他父亲作为植物学教授的讲课，他很早就对植物的地理分布和库克船长的探险感兴趣，他从格拉斯哥中学毕业后就到格拉斯哥大学学习医学，1839年，获得医学博士学位，因此可以作为海军军医参加罗斯船长到南极的探险，并成为厄瑞玻斯号战舰上的助理外科医生。他是128名船员中最年轻的，探险从1839年9月30日船只起航，经过马德拉、特内里费岛、圣地牙哥岛、巴西东海岸、圣赫勒拿岛和好望角，沿途他采集了许多动物和植物以及藻类和海洋生物的标本，在南极岛屿，他确认了18种被子植物、35种苔藓、25种地衣和51种藻类新种，经过5个月的旅行，后来他们到了悉尼和新西兰，然后又转向南极海域，经过138天航行，到了马尔维纳斯群岛和火地群岛，第三次转向南极海域，最后经阿森松岛于1843年9月4日回到英国。
由于他争取在爱丁堡大学的职位没有成功，他拒绝了格拉斯哥大学的邀请，于1846年参加了在大不列颠的地理考察工作，研究古生物化石，寻找在威尔士的煤矿床中的化石，1847年，他父亲帮助他申请得到去印度为皇家植物园搜寻植物新品种的工作，当时他父亲已经是皇家植物园的园长，帮助他获得1000英镑的资助出版他的著作《南极探险的植物》，并获得每年200英镑工作资助，他陆续出版了《南极植物》（Flora Antarctica (1844–47)）、《新西兰植物》（ Flora Novae-Zelandiae (1851–53)）和《塔斯马尼亚植物》（Flora Tasmaniae (1853–59)）。
1847年11月11日，他离开英国前往印度，他乘船竟尼罗河、苏伊士运河于1848年1月12日到达加尔各答，骑着象到米尔扎布尔，再乘船沿恒河到达西里古里，改骑马于1848年4月16日到达大吉岭。
他以大吉岭为基地，考察了喜马拉雅山区的植物，曾到过锡金、尼泊尔、孟加拉和西藏，1850年1月和2月，他回到大吉岭，整理标本和写日记，然后又到不丹和阿萨姆邦，1850年12月9日起程回国。他在加尔各答出版了《喜马拉雅山日记》（Himalayan Journals）。

## 主要著作
- 《锡金-喜马拉雅山区的杜鹃花》 The Rhododendrons of Sikkim-Himalaya 1849年-1851年
- 《插图喜马拉雅山植物》Illustrations of Himalayan plants 1855年
- 《印度植物》 Flora indica，和托马斯·汤姆逊合著，1855年年
- 《南极探险植物》: The Botany of the Antarctic Voyage 1844年-1859
- 《新西兰植物手册》 Handbook of the New Zealand Flora 1846年-1867年
- 《印度兰花世纪》 A Century of Indian Orchids 1859年
- 《植物分属》 Genera plantarum ，和乔治·边沁合著，1862年-1883年
- 《不列颠植物》 The Flora of British India 1872年-1897年
- 《喜马拉雅山区日记，一个自然学家在孟加拉、锡金、尼泊尔的喜马拉雅山区，在......的记录》 Himalayan Journals or Notes of a Naturalist, in Bengal, the Sikkim and Nepal Himalayas, Khasia Mountains ... 1854年

## 所命名的分類
（列表可能不完整）
- 4个约瑟夫·道尔顿·胡克命名的生物分类